# Corneilla-de-Conflent
Corneilla-de-Conflent (kat. Cornellà de Conflent) je vesnice na severním úbočí Pyrenejí v departementu Pyrénées-Orientales.
Počátky místa jsou datovány do 9. století, kdy zde bylo sídlo hrabat z Cerdagne a augustiniánské opatství, které založil roku 1097 Vilém Jordan z Cerdagne. Mezi hlavní pamětihodnosti vsi patří opevněný románský kostel sv. Marie s tympanonem, na kterém je trůnící Madona s dítětem obklopená anděly.

## Geografie

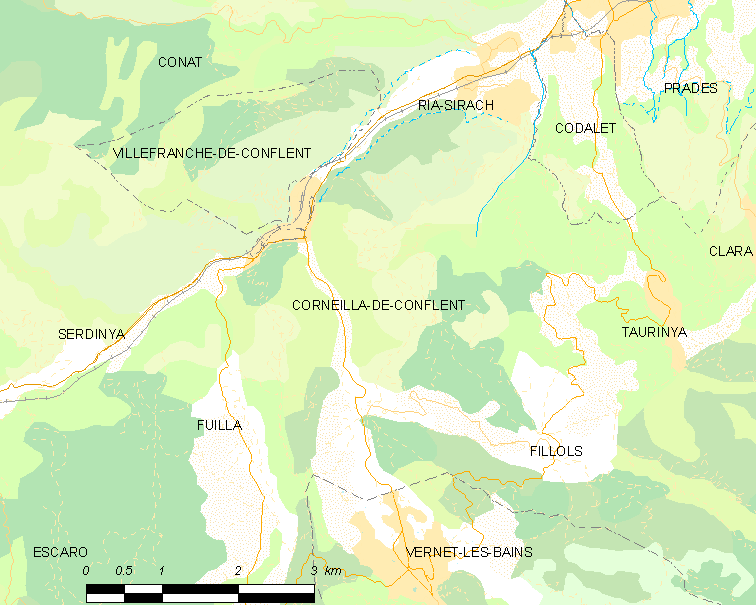

## Významné osobnosti
- George-Daniel de Monfreid (1856-1929), malíř
- Victor Dalbiez (1876-1954), francouzský politik a senátor